# Maria Fernanda Cândido

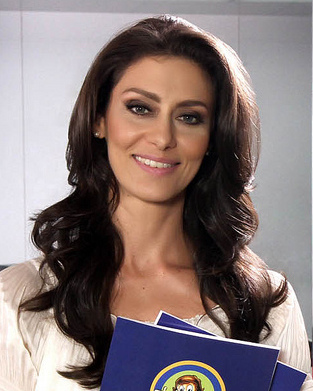
Maria Fernanda Cândido

Maria Fernanda Cândido (sinh ngày 21 tháng 5 năm 1974) là một nữ diễn viên người Brasil và là người mẫu.

## Tiểu sử
Cô sống ở Curitiba từ bốn đến mười hai tuổi, khi cô chuyển đến São Paulo cùng với gia đình. Cha mẹ cô, José Reginaldo và Agda, là những người buôn bán.
Khi ở São Paulo, cô đã theo học tại trường Colégio São Luiz, São Paulo, nơi cô trở thành một sinh viên giỏi. Cô đã lập bài mẫu cho các bài xã luận thời trang, bìa tạp chí và các chiến dịch cho các thương hiệu nổi tiếng. Ở tuổi 15, trong thời gian nghỉ học, cô đã đi Paris để làm việc. Tổng cộng cô đã dành năm năm cho trường học, trình diễn thời trang và chụp ảnh. Sau khi tốt nghiệp trung học, cô sống ở thành phố New York trong sáu tháng và, trước khi trở về Brasil, đã đi đến thủ đô của Pháp cho một mùa khác của chương trình người mẫu. Cô luôn gây ấn tượng bởi tính đúng giờ và kỷ luật của cô cho lịch trình. Hơn một năm sống bên ngoài là đủ để cô quyết định chấm dứt sự nghiệp người mẫu quốc tế của mình.
Trở lại Brasil, cô nộp đơn và được chấp nhận tại USP, nơi cô học ngành nghề trị liệu, và theo học khóa toàn thời gian trong ba năm trước khi bỏ nghề để tham gia MTV làm việc như một VJ lưu trữ chương trình "Ilha do Biquini". Cô chính thức rút khỏi trường đại học để học kỹ thuật thanh nhạc với Fátima Toledo, tập trung vào diễn xuất cho điện ảnh.
Thành công thực sự xuất hiện vào năm 1999. Sau khi gửi một videobook cho đạo diễn Jayme Monjardim, tại Rede Globo, cô được mời tham gia buổi thử giọng và tham gia dàn diễn viên opera Terra Nostra trong vai một người Ý, Paola. Để hoàn thành tốt công việc, cô đến tìm một giáo viên để cải thiện giọng Ý. Vào năm 2000 cô được bình chọn là người phụ nữ xinh đẹp nhất thế kỷ trong một cuộc bình chọn do chương trình truyền hình Fantástico chủ nhật thực hiện. Vào thời điểm đó, cô đã được so sánh với nữ diễn viên người Ý Sophia Loren, khi còn trẻ, bởi vẻ đẹp và tài năng mà cô thể hiện.
Năm 2003, cô ra mắt trong rạp chiếu phim với bộ phim Dom và giành Kikito cho Nữ diễn viên xuất sắc nhất tại Festival de Gramado.
Năm 2008, cô được chọn là gương mặt của chiến dịch mới Orient Watches trong nửa đầu năm nay. Nữ diễn viên đã có mặt trong hai chiến dịch cho sự ra mắt của bộ sưu tập được phát sóng trong các tháng Tư, tháng Năm và tháng Sáu.